# America Ferrera
America Georgina Ferrera (Los Ángeles, 18 de abril de 1984) es una actriz, directora y productora estadounidense de origen hondureño.  Ferrera desarrolló un interés en la actuación a una edad temprana, actuando en varias producciones teatrales en su escuela. Hizo su debut en el cine en 2002 con la comedia dramática Real Women Have Curves, ganando elogios por su actuación. Ferrera ha ganado un Premio Emmy, un Globo de Oro y un Premio del Sindicato de Actores, entre otros.
Ferrera logró un éxito modesto al principio de su carrera con papeles en películas como la película original de Disney Gotta Kick It Up! (2002) y la comedia dramática The Sisterhood of the Traveling Pants (2005); esta última le valió el Premio Imagen a la mejor actriz y su primera nominación al Premio ALMA a la mejor actriz en una película. Asumió papeles televisivos, incluido el papel homónimo en la comedia dramática de ABC Ugly Betty (2006-2010). Fue elogiada por interpretar a la protagonista de la serie, Betty Suarez, y ganó varios premios a la mejor actriz en 2007 en los Premios Globo de Oro, los Premios del Sindicato de Actores y los Premios Primetime Emmy, los primeros para una mujer latina en la categoría.
Otros papeles cinematográficos notables de Ferrera incluyen el drama The Dry Land (2010), la comedia romántica Our Family Wedding (2010) y el drama criminal End of Watch (2012). Proporcionó la voz de Astrid Hofferson en la franquicia How to Train Your Dragon, incluidas las tres películas y la serie de televisión Dreamworks Dragons. Coprodujo e interpretó a Amy Sosa en la serie de comedia laboral de NBC Superstore (2015-2021). Otro papel cinematográfico de Ferrera es la comedia de fantasía Barbie (2023). Su interpetación le valió una nominación al Premio Oscar a la Mejor Actriz de Reparto. 
Time la nombró una de las 100 personas más influyentes del mundo en 2007. En 2024 recibió el premio SeeHer durante los  Critics Choice Awards.

## Primeros años y educación
Ferrera, la menor de seis hijos, nació en Los Ángeles, California el 18 de abril de 1984. Sus padres, América Griselda Ayes y Carlos Gregorio Ferrera, eran originarios de Tegucigalpa, Honduras, y emigraron a los Estados Unidos a mediados de la década de 1970. Ferrera ha declarado que tiene ascendencia lenca. Su madre trabajaba como directora del personal de limpieza de uno de los hoteles Hilton, y destacó la importancia de la educación superior. Cuando Ferrera tenía 7 años, sus padres se divorciaron y su padre regresó a Honduras. Ferrera estaba separada de su padre cuando murió allí en 2010.
Ferrera se crio en la sección Woodland Hills de Los Ángeles, donde asistió a la escuela primaria Calabash Street, a la escuela secundaria George Ellery Hale y a la escuela secundaria El Camino Real. A los siete años interpretó un pequeño papel en una producción escolar de Hamlet, y cuando tenía 10 años interpretó a Artful Dodger en Oliver!.
Mientras estaba en la preparatoria El Camino, tomó lecciones de actuación. Ingresó a la Universidad del Sur de California (USC) con una beca presidencial, con doble especialización en teatro y relaciones internacionales. Dejó los estudios para concentrarse en su carrera como actriz, pero completó su licenciatura en mayo de 2013.

## Carrera profesional

### Debut y primeros roles (2002-2005)
En julio de 2002, Ferrera apareció en su primera película para televisión, Gotta Kick It Up! para el canal Disney. Mientras estaba en un programa de teatro en la Universidad Northwestern ese mismo año, hizo su debut cinematográfico en Real Women Have Curves. Ferrera siguió esto con papeles en la televisión (Touched by an Angel). También apareció en la película Plainsong, basada en la novela de Kent Haruf, que también contó con la participación de Aidan Quinn y Rachel Griffiths. Ferrera interpretó a una adolescente embarazada, Victoria Roubideaux, que ha sido expulsada de la casa de su madre; ella es acogida por dos amables hermanos que viven solos en una granja. En la película de 2005 How the Garcia Girls Spent Their Summer, interpretó a Bianca, una mexicana-estadounidense de tercera generación de 17 años que está disgustada con los chicos de su vecindario pero encuentra el romance con un chico de un pueblo vecino. En 2006, apareció en el cortometraje 3:52, que ganó el premio del público en el Festival de Cine de Mujeres de San Diego. Más tarde ese año, apareció en la película Steel City, que recibió nominaciones en los Film Independent Spirit Awards y el Festival de Cine de Sundance. En diciembre de 2005, apareció en la obra de teatro Off-Broadway Dog Sees God: Confessions of a Teenage Blockhead, dirigida por Trip Cullman.

### Avance y ascenso a la fama (2006-2010)

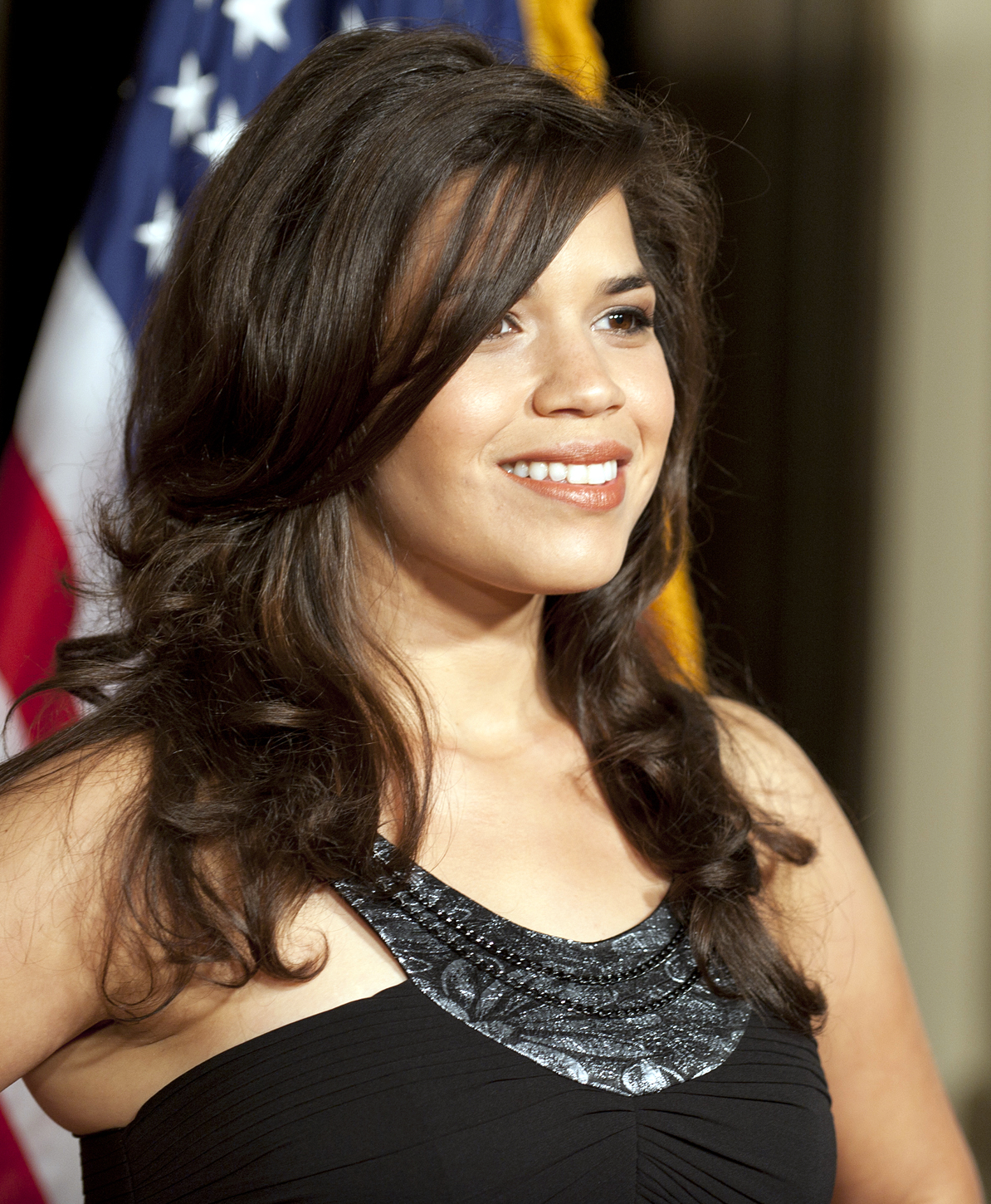
Ferrera en los Premios Voice en 2010.

En 2006, Ferrera consiguió el papel principal de Betty Suarez en la nueva comedia dramática de ABC Ugly Betty, una adaptación de la exitosa telenovela colombiana Yo soy Betty, la fea (1999-2001), en la que Ferrera interpreta a una niña a quien sus compañeros encuentran extremadamente poco atractiva, de ahí el título de la serie. Como Betty Suárez, Ferrera usa aparatos ortopédicos, tiene cejas pobladas y una peluca despeinada, y cosméticos y ropa destinados a minimizar su propia apariencia, en contraste con la mayoría de los personajes «engalanados»; La propia Ferrera inventó el término «Bettificación» para describir el proceso de creación de su personaje en pantalla. En 2007, Ferrera ganó numerosos elogios por su actuación en la serie; también ganó la «triple corona» por actuar en televisión; ganó el Globo de Oro a la mejor actriz de televisión en una serie de comedia o musical, el Premio del Sindicato de Actores a la mejor actriz en una serie de comedia y el Premio Primetime Emmy a la mejor actriz en una serie de comedia, convirtiéndose en la primera mujer latina para ganar el premio a la mejor actriz principal.
A raíz de su victoria en el Globo de Oro, Hilda Solis felicitó a Ferrera en la Cámara de Representantes de los Estados Unidos y la elogió por «ayudar a romper los estereotipos y brindar un modelo a seguir para las jóvenes latinas». Time incluyó a Ferrera en su lista de 2007 de las 100 personas más influyentes del mundo. También en 2007, Ferrera ganó el Premio al Logro Creativo de la Fundación Imagen. Ferrera interpretó a Carmen en la película de 2005 The Sisterhood of the Traveling Pants, y repitió el papel en The Sisterhood of the Traveling Pants 2 de 2008. Entre otros trabajos cinematográficos, prestó su voz para el papel de Astrid en la exitosa película animada How to Train Your Dragon (2010). También apareció en The Dry Land, que se estrenó en el Festival de Cine de Sundance de 2010 y se presentó en el Festival Internacional de Cine de Dallas, donde ganó el primer premio en el Filmmaker Award a la mejor película narrativa.

### Proyectos posteriores aUgly BettyySuperstore(2011-presente)
Ferrera hizo su debut en los escenarios londinenses el 7 de noviembre de 2011, interpretando a Roxie Hart en el musical Chicago en el West End de Londres. En 2012, Ferrera apareció en el documental de cuatro horas Half the Sky: Turning Oppression into Opportunity for Women Worldwide, que se estrenó en PBS el 1 y 2 de octubre de 2012. La serie presenta a mujeres y niñas que viven en circunstancias muy difíciles y luchan por desafiarlas. La serie de televisión de PBS Half the Sky es producida por Show of Force junto con Fugitive Films. Ferrera protagonizó junto a David Cross y Julia Stiles la comedia negra It's a Disaster, que se estrenó en el Festival de Cine de Los Ángeles de 2012 y tuvo un lanzamiento comercial limitado el 12 de abril de 2013.

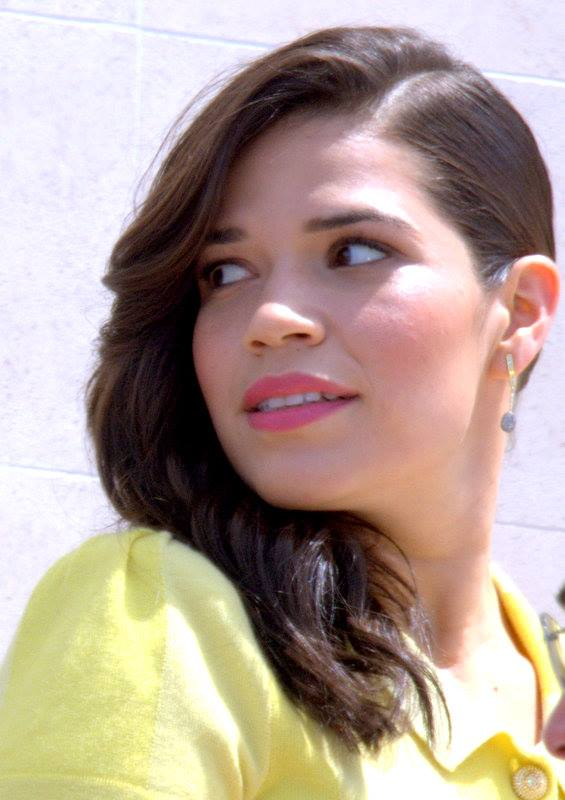
Ferrera en el Festival de Cannes de 2014.

El 17 de mayo de 2013, ABC anunció que Ferrera participaría en una telenovela de duración limitada titulada Pedro y María, una versión moderna de Romeo y Julieta ambientada en Washington D. C.. La serie había estado en desarrollo en MTV desde 2010 con Ferrera sirviendo como directora del proyecto, que tendría contenido en línea de participación interactiva de los espectadores. ABC luego decidió no seguir adelante con la serie. El 16 de marzo de 2015, Ferrera se agregó al elenco de la próxima comedia de situación de NBC Superstore, que interpreta a Amy, una supervisora de piso veterana de 10 años en una supertienda llamada Cloud 9. Además de su papel principal, Ferrera también tuvo deberes de coproducción para la serie. Después de que NBC anunciara inicialmente una sexta temporada de la serie, la cadena reveló el 28 de febrero de 2020 que Ferrera dejaría la serie al final de la quinta temporada citando nuevos proyectos y pasando tiempo con la familia. Debido a que la pandemia de COVID-19 cerró la quinta temporada de Superstore con un episodio por filmar, su partida se retrasó hasta la sexta temporada para darle un cierre adecuado al arco de su personaje. El 10 de marzo de 2021, NBC anunció que Ferrera regresaría para el final de la serie de una hora del programa.
En febrero de 2019, se anunció que Ferrera sería acreditada como productora ejecutiva y directora de la serie de comedia y drama de Netflix Gentefied. La serie se estrenó el 21 de febrero de 2020.
En febrero de 2021, se anunció que Ferrera haría su debut como directora de largometraje con I Am Not Your Perfect Mexican Daughter, basada en la novela para adultos jóvenes del mismo nombre de Erika L. Sánchez. Adaptada por Linda Yvette Chávez, la película será una coproducción con Netflix, Anonymous Content, Aevitas Creative Management y MACRO.

## Vida personal

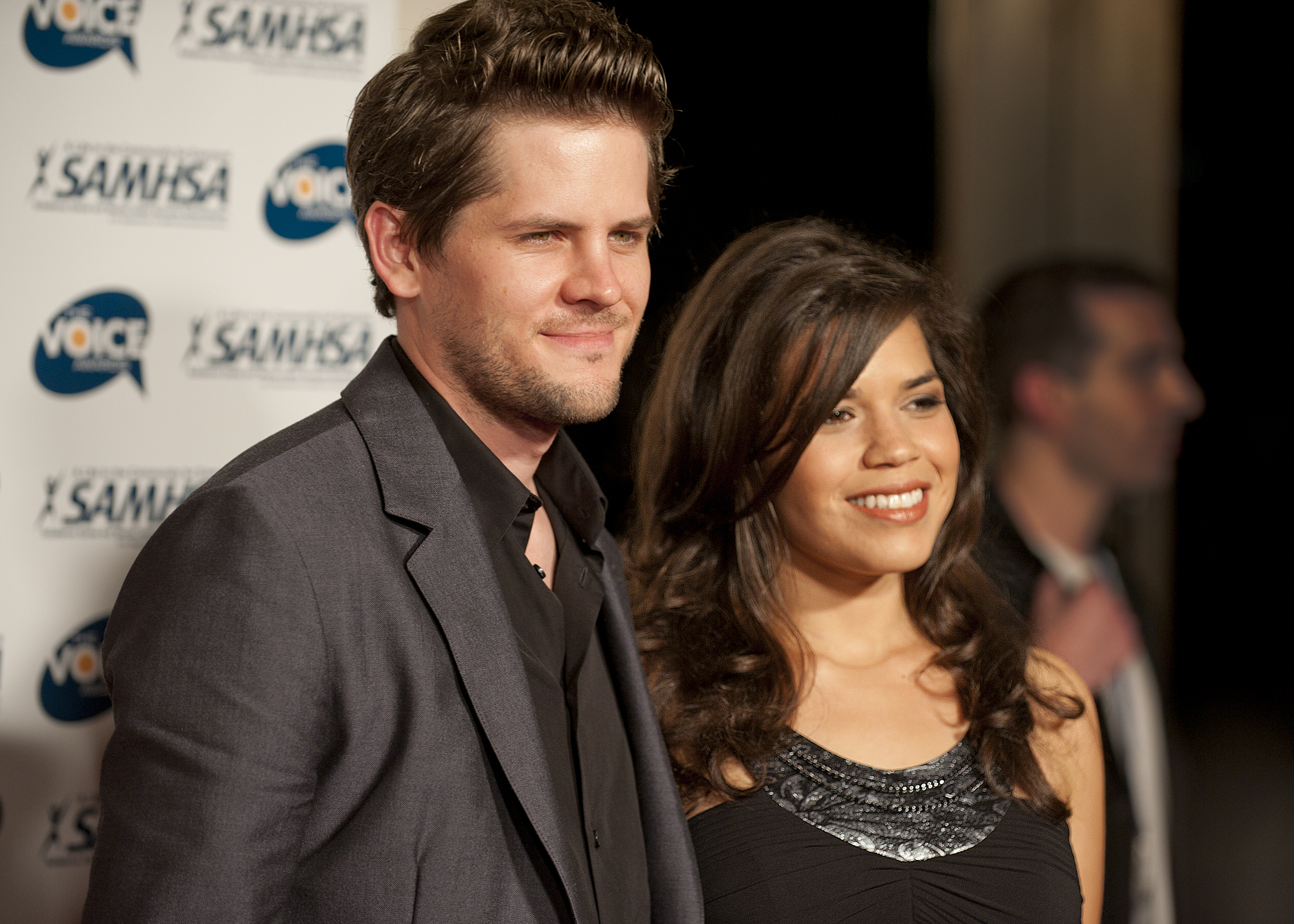
Ferrera con Ryan Piers Williams en octubre de 2010.

Ferrera conoció al actor, director y escritor Ryan Piers Williams cuando la eligió para una película estudiantil en la USC. La pareja se comprometió en junio de 2010, y se casaron el 27 de junio de 2011. El 1 de enero de 2018, Ferrera y Williams revelaron que estaban esperando su primer hijo. Anunció en su página de Instagram el 29 de mayo de 2018 que ese mes había dado a luz a un niño, Sebastián. El 4 de mayo de 2020, Ferrera dio a luz a una niña, Lucía. El 27 de junio de 2020, Ferrera anunció que ella y Williams habían estado juntos por un total de 15 años.
En 2018, Gallery Publishing Group publicó su antología de cuentos editada, American Like Me: Reflections on Life Between Cultures.

## Actividades políticas
Ferrera ha sido políticamente activa. Durante las primarias presidenciales de 2008, ella, junto con Chelsea Clinton y Amber Tamblyn, dirigió la organización Hillblazers en apoyo de la campaña de Hillary Clinton.
Ferrera asistió tanto a la Convención Nacional Demócrata de 2012 en Charlotte, Carolina del Norte, como a la Convención Nacional Demócrata de 2016 en Filadelfia. En la convención de 2016, se dirigió a los delegados como oradora y compartió el escenario con Lena Dunham.

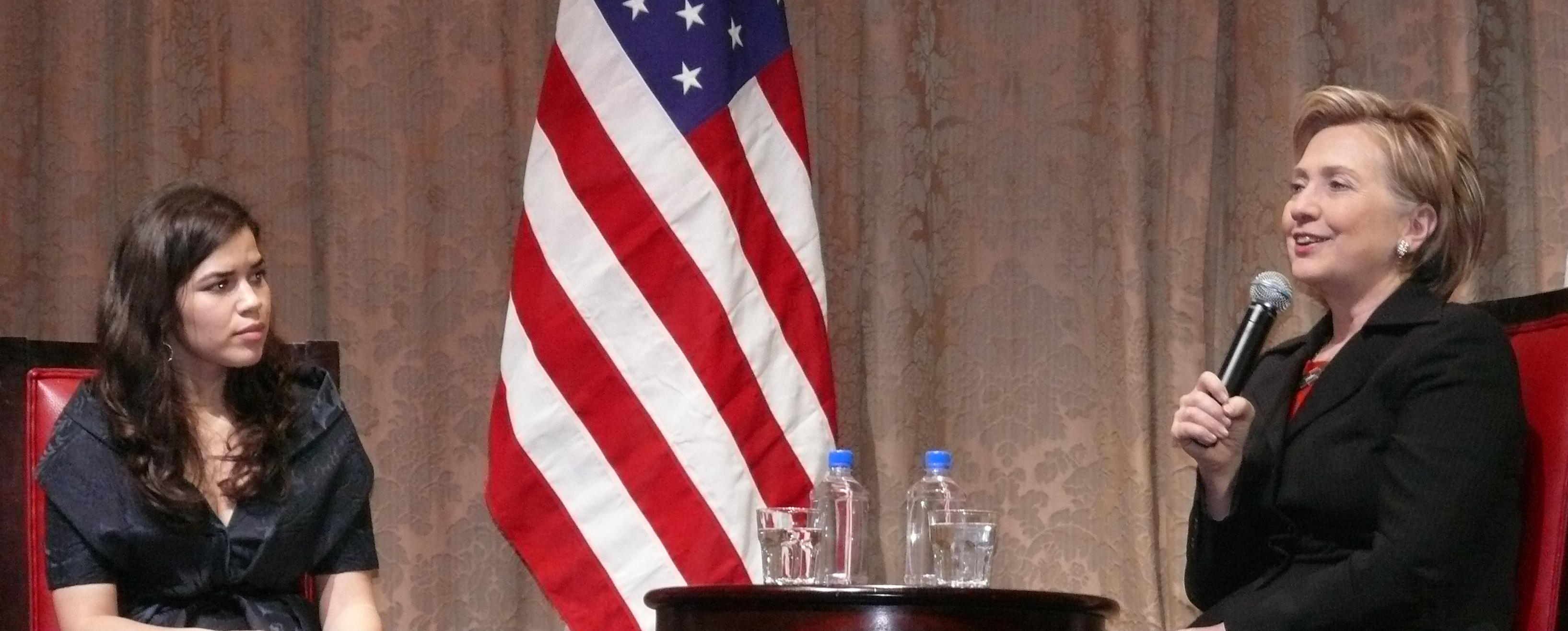
Ferrera con Hillary Clinton en 2008.

Ferrera ha estado activa, a través de su participación en la organización Voto Latino y apareciendo en varios programas de noticias, para lograr que los latinos en los Estados Unidos voten. Ferrera también trabaja con Eva Longoria para copresentar She Se Puede, una plataforma de estilo de vida digital que fomenta el voto dentro de la comunidad latina. Como continuación de su trabajo previo a la campaña presidencial de 2020, Ferrera y Longoria realizaron recientemente un evento de banco de texto con VoteRiders para educar a los votantes sobre las estrictas leyes de identificación de votantes de Georgia antes de la segunda vuelta del Senado de Georgia.
Ferrera fue la oradora de apertura de la Marcha de las Mujeres en Washington el 21 de enero de 2017.
Ferrera habló en la protesta Families Belong Together el 30 de junio de 2018.

### Lucha contra el acoso sexual
En octubre de 2017, Ferrera inició su participación en la campaña #MeToo, revelando públicamente que fue acosada sexualmente cuando tenía 9 años. No reveló ningún detalle sobre el hostigamiento o la persona que la hostigó. En enero de 2018, Ferrera fue miembro fundador del fondo de defensa legal Time's Up.

## Otros emprendimientos
En abril de 2019, Ferrera dio una charla TED en un TED.

### Inversión en fútbol
En julio de 2020, Ferrera fue anunciada como inversionista en un grupo principalmente femenino al que se le otorgó una franquicia con sede en Los Ángeles en la Liga Nacional de Fútbol Femenino. El nuevo equipo, que se dio a conocer como Angel City FC, comenzó a jugar en 2022.

## Filmografía

### Cine
| Año  | Título                                  | Rol               | Notas                                      |
| ---- | --------------------------------------- | ----------------- | ------------------------------------------ |
| 2002 | Real Women Have Curves                  | Ana García        |                                            |
| 2004 | Darkness Minus Twelve                   | Luiza             | Cortometraje                               |
| 2005 | How the Garcia Girls Spent Their Summer | Blanca García     |                                            |
| 2005 | The Sisterhood of the Traveling Pants   | Carmen Lowell     |                                            |
| 2005 | Lords of Dogtown                        | Thunder Monkey    |                                            |
| 2005 | 3:52                                    | Kate              |                                            |
| 2006 | Steel City                              | Amy Barnes        |                                            |
| 2007 | Muertas                                 | Rebecca           | Cortometraje; también productora ejecutiva |
| 2007 | Towards Darkness                        | Luiza             | También productora ejecutiva               |
| 2007 | Under the Same Moon                     | Martha            |                                            |
| 2008 | The Sisterhood of the Traveling Pants 2 | Carmen Lowell     |                                            |
| 2008 | Tinker Bell                             | Fawn (voz)        | Directo a video                            |
| 2010 | The Dry Land                            | Sarah             | También productora ejecutiva               |
| 2010 | Our Family Wedding                      | Lucía Ramírez     |                                            |
| 2010 | Cómo entrenar a tu dragón               | Astrid Hofferson  | Voz                                        |
| 2010 | Legend of the Boneknapper Dragon        | Astrid Hofferson  | Cortometraje; rol de voz                   |
| 2011 | Book of Dragons                         | Astrid Hofferson  | Cortometraje; rol de voz                   |
| 2011 | Gift of the Night Fury                  | Astrid Hofferson  | Cortometraje; rol de voz                   |
| 2012 | It's a Disaster                         | Hedy Galili       |                                            |
| 2012 | End of Watch                            | Oficial Orozco    |                                            |
| 2012 | Half the Sky                            | Ella misma        | Documental                                 |
| 2014 | César Chávez                            | Helen Chávez      |                                            |
| 2014 | X/Y                                     | Silvia            | También productora                         |
| 2014 | Cómo entrenar a tu dragón 2             | Astrid Hofferson  | Voz                                        |
| 2014 | Dawn of the Dragon Racers               | Astrid Hofferson  | Cortometraje; rol de voz                   |
| 2016 | Special Correspondents                  | Brigida           |                                            |
| 2019 | Cómo entrenar a tu dragón 3             | Astrid Hofferson  | Voz                                        |
| 2019 | How to Train Your Dragon: Homecoming    | Astrid Hofferson  | Cortometraje; rol de voz                   |
| 2023 | Barbie                                  | Gloria            |                                            |
| 2023 | Dumb Money                              | Jennifer Campbell |                                            |

### Televisión
| Año                  | Título                             | Rol                           | Notas |
| -------------------- | ---------------------------------- | ----------------------------- | --- |
| 2002-2008, 2010-2011 | Independent Lens                   | Ella misma/anfitriona         | Temporadas 5-9, 12-13 112 episodios |
| 2002                 | Touched by an Angel                | Charlee                       | Episodio: «The Word» |
| 2002                 | Gotta Kick It Up!                  | Yolanda «Yoli» Vargas         | Película original de Disney Channel |
| 2004                 | Plainsong                          | Victoria Roubideaux           | Película Hallmark Hall of Fame |
| 2004                 | CSI: Crime Scene Investigation     | April Perez                   | Episodio: «Harvest» |
| 2006-2010            | Ugly Betty                         | Betty Suarez                  | Protagonista |
| 2011                 | Handy Manny                        | Graciela Morales (voz)        | Episodio: «Snow Problem» |
| 2011-2013            | The Good Wife                      | Natalie Flores                | 4 episodios |
| 2012-2018            | DreamWorks Dragons                 | Astrid Hofferson (voz)        | Elenco principal |
| 2014                 | Years of Living Dangerously        | Ella misma                    | Episodio: «Winds of Change» |
| 2015                 | Last Week Tonight with John Oliver | Maternidad                    | Episodio: «Paid Family Leave» |
| 2015                 | Inside Amy Schumer                 | Mena                          | Episodio: «80s Ladies» |
| 2015-2021            | Superstore                         | Amelia «Amy» Sosa             | Elenco principal; también coproductora y directora de los episodios: «Mateo's Last Day», «Video Game Release», «Sandra's Fight» & «Lady Boss» |
| 2016                 | Lip Sync Battle                    | Ella misma                    | Episodio: «America Ferrera vs. Amber Tamblyn»                                                                                                 |
| 2017                 | Curb Your Enthusiasm               | Vanessa Nadal (Esposa de Lin) | Episodio: «The Shucker» |
| 2020                 | Gentefied                          | Andy Cruz                     | Episodio: «The Mural»; también productora ejecutiva y directora                                                                               |
| 2022                 | WeCrashed                          | Elishia Kennedy               | Elenco principal |

### Web
| Año  | Título                | Rol               | Notas                          |
| ---- | --------------------- | ----------------- | ------------------------------ |
| 2012 | Christine             | Christine         | Elenco principal; 12 episodios |
| 2015 | What's Your Emergency | Brenda Fitzgerald | 2 episodios                    |
| 2017 | Gente-fied            |                   | Executive producer             |

### Videos musicales
| Título        | Año  | Intérprete(s)       | Director     | Álbum | Ref.   |
| ------------- | ---- | ------------------- | ------------ | ----- | ------ |
| «Family Feud» | 2017 | Jay-Z (con Beyoncé) | Ava DuVernay | 4:44  | [ 61 ] |

## Premios y nominaciones

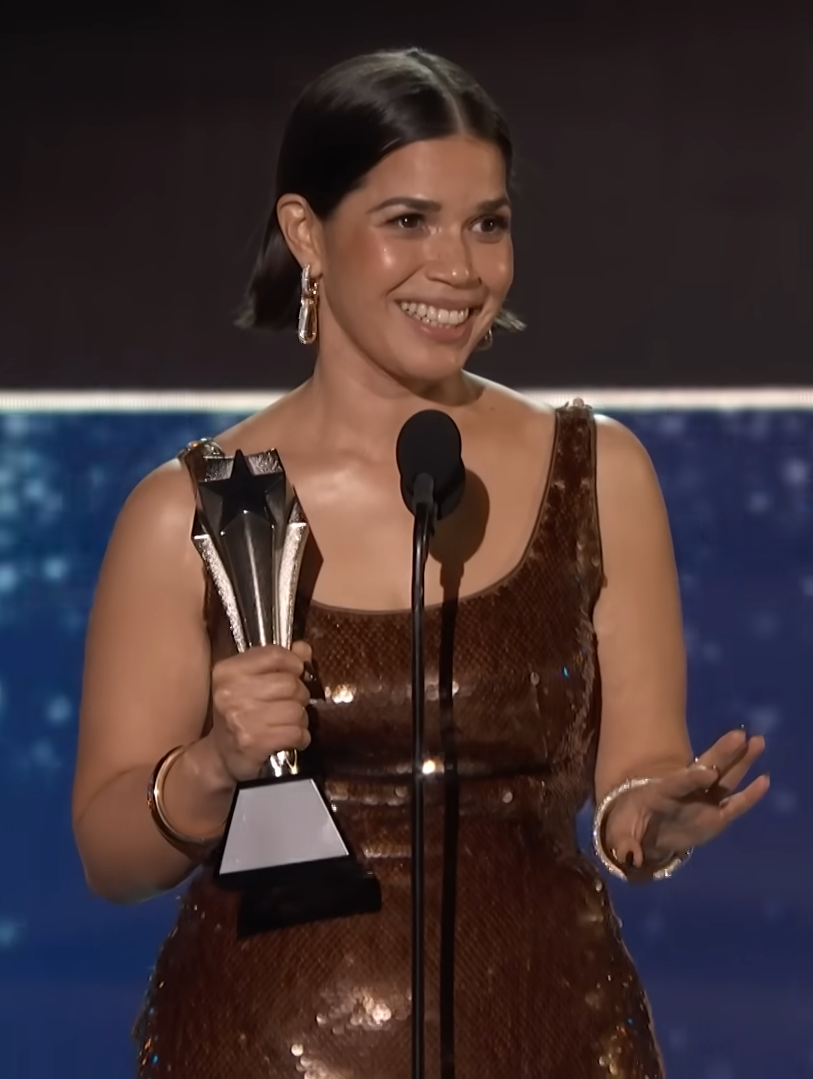
Ferrera en su discurso de agradecido por el Premio SeeHer en los Critic's Choice Awards el 14 de enero de 2024.

### Premios Óscar
| Año  | Categoría               | Trabajo Nominado | Resultado | Ref.   |
| ---- | ----------------------- | ---------------- | --------- | ------ |
| 2023 | Mejor actriz de reparto | Barbie           | Nominada  | [ 62 ] |

### Premios Globo de Oro
| Año  | Categoría                       | Trabajo Nominado | Resultado | Ref.   |
| ---- | ------------------------------- | ---------------- | --------- | ------ |
| 2007 | Mejor actriz - Serie de Comedia | Ugly Betty       | Ganadora  | [ 63 ] |
| 2008 | Mejor actriz - Serie de Comedia | Ugly Betty       | Nominada  | [ 63 ] |
| 2009 | Mejor actriz - Serie de Comedia | Ugly Betty       | Nominada  | [ 63 ] |

### Premios Primetime Emmy
| Año  | Categoría                       | Trabajo Nominado | Resultado | Ref.   |
| ---- | ------------------------------- | ---------------- | --------- | ------ |
| 2007 | Mejor actriz - Serie de Comedia | Ugly Betty       | Ganadora  | [ 64 ] |
| 2008 | Mejor actriz - Serie de Comedia | Ugly Betty       | Nominada  | [ 64 ] |

### Premios del Sindicato de Actores
| Año  | Categoría                        | Trabajo Nominado | Resultado | Ref.   |
| ---- | -------------------------------- | ---------------- | --------- | ------ |
| 2007 | Mejor actriz - Serie de Comedia  | Ugly Betty       | Ganadora  | [ 65 ] |
| 2007 | Mejor reparto - Serie de Comedia | Ugly Betty       | Nominada  | [ 65 ] |
| 2008 | Mejor actriz - Serie de Comedia  | Ugly Betty       | Nominada  | [ 66 ] |
| 2008 | Mejor reparto - Serie de Comedia | Ugly Betty       | Nominada  | [ 66 ] |
| 2009 | Mejor actriz - Serie de Comedia  | Ugly Betty       | Nominada  | [ 67 ] |